# Okružná (okres Prešov)
Okružná je obec na Slovensku v okrese Prešov. První písemná zmínka o obci pochází z roku 1359.

## Polohopis
Obec se nachází ve východní části okresu Prešov, pod nejsevernějším výběžkem pohoří Slanské vrchy, v údolí Okružnianského potoka. Potok odvodňuje severní svahy předhůří a je levým přítokem potoka Ladianka, která je zase levým přítokem říčky Sekčov (levý přítok řeky Torysy).
Délka hranic katastru dosahuje téměř 17 km, přičemž obec sousedí s katastrálním územím 7 obcí:
- Na severovýchodě Šarišská Poruba
- Na severu Lada a Trnkov
- Na severozápadě Kapušany
- Na západě Vyšná Šebastová - zejména místní část Severná
- Na jihozápadě a jihu Podhradík
- Z východu hraničí s obcí Pavlovce

## Významné osobnosti
V obci se narodila Milka Zimková – slovenská prozaička, režisérka, autorka monodramat a herečka.

## Fotografie

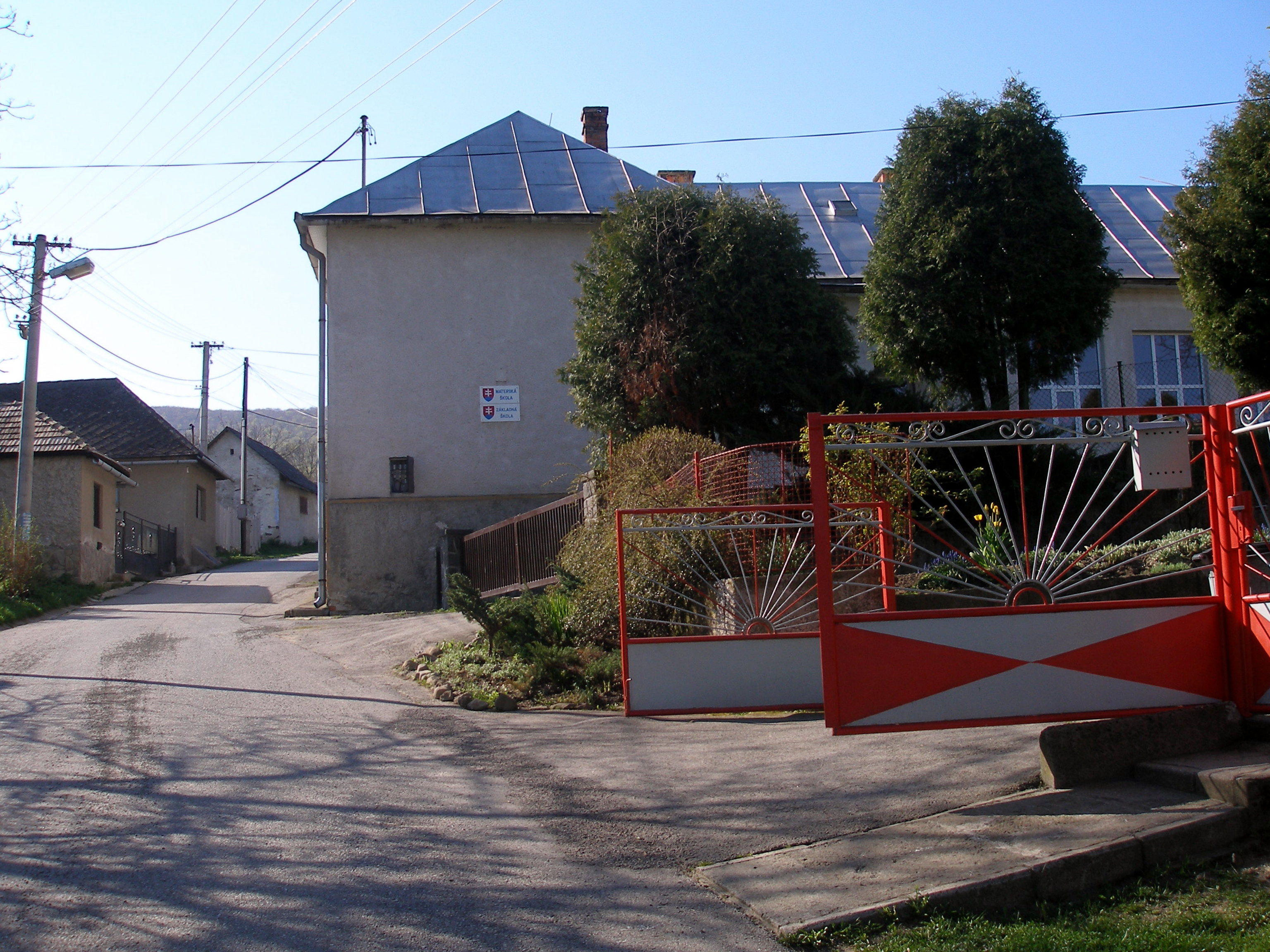
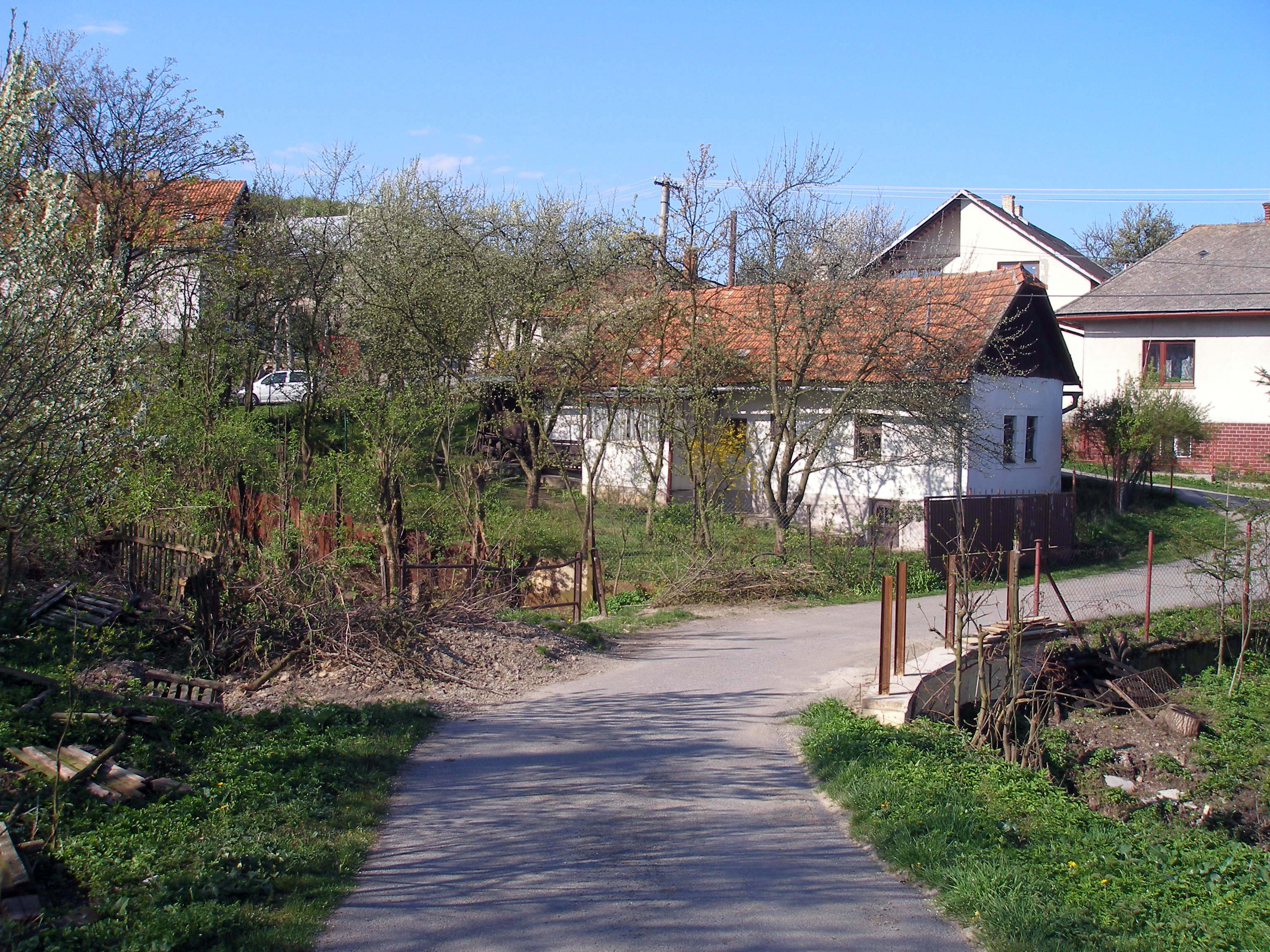
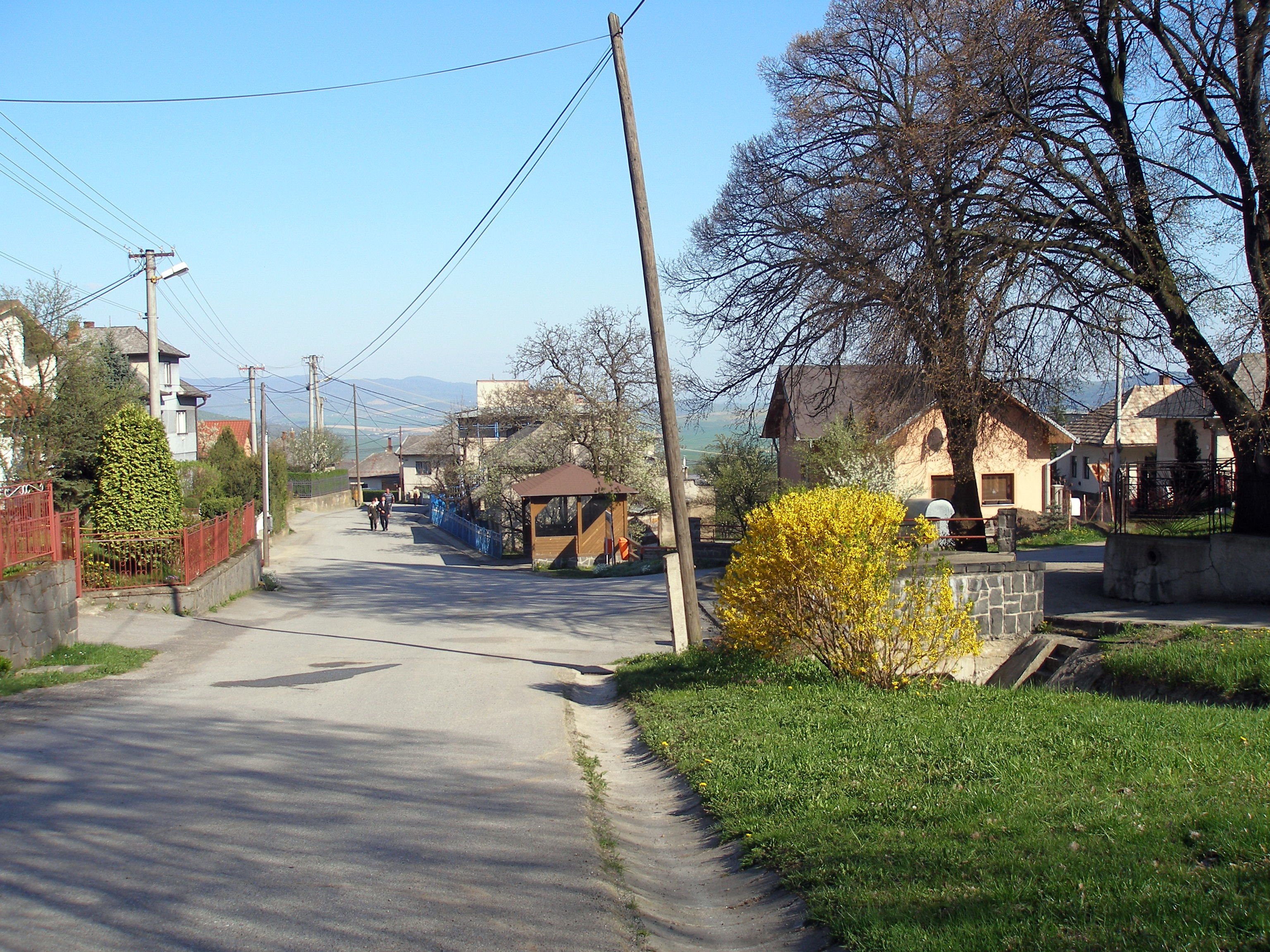